# Schitu Topolniței, Mehedinți
Schitu Topolniței este un sat în comuna Izvoru Bârzii din județul Mehedinți, Oltenia, România.